# Omul fără nume
Omul fără nume (în engleză The Man with No Name, în italiană Uomo senza nome) este un personaj fictiv american, interpretat de Clint Eastwood și creat de Sergio Leone. Acesta este protagonistul și antieroul american al filmelor Pentru un pumn de dolari (1964), Pentru câțiva dolari în plus (1965) și Cel bun, cel rău, cel urât (1966). Este recunoscut pentru poncho-ul său legendar, pălăria maro, cizmele de cowboy, pasiunea pentru fumat și faptul că vorbește rar.
Chiar dacă personajul e cunoscut pretutindeni ca "Omul fără nume", el se numea "Joe" în primul film, "Manco" în al doilea și "Blondu' " la al treilea și introdus în listele de prezentare ale filmelor. În ciuda acestui fapt, niciodată nu și-a dat vreo poreclă și când i se cere numele la al treilea film, ezită să răspundă, întrebarea fiind ignorată. 
I se mai zice "Străinul", în filmul Străinul fără nume din 1973, în regia lui Clint Eastwood și a lui Robert Daley. În seria de cărti a Dolarilor, mai e cunoscut ca: "Vânătorul", Asasinul Plătit ("The Bounty Killer"), Domnul Moarte Neașteptată ("Mister Sudden Death"), "Fără nume" ori Anonim ("Nameless", "No Name") și Señor Ninguno ("Domnul Nimeni").
Personajele din filme au fost atât de apreciate de publicul larg încât au fost scrise mai multe romane, denumite colectiv "Dolarii", din cauza temei des întâlnite din titluri:
- A Fistful of Dollars ("Pentru un pumn de dolari"), roman al lui Frank Chandler, apărut grație filmului;
- For a Few Dollars More ("Pentru câțiva dolari în plus"), roman al lui Joe Millard, apărut grație filmului;
- The Good, the Bad and the Ugly ("Cel bun, cel rău și urâtul") – la fel;
- A Coffin Full of Dollars [5], al lui Joe Millard;
- A Dollar to Die For [6], al lui Brian Fox;
- The Devil's Dollar Sign [7], al lui Joe Millard;
- The Million-Dollar Bloodhunt [8], al lui Joe Millard;
- Blood For a Dirty Dollar [9], al lui Joe Millard.

Romanul A Coffin Full of Dollars oferă puțin din trecutul lui: când era tânăr, "Bărbatul fără nume" a fost un angajat la o fermă de vite, unde era chinuit continuu de alt angajat, mai bătrân, pe numele Carvell. Conflictul, până la urmă, s-a încheiat cu un schimb de focuri între cei doi, Carvell arătând că a fost mai lent cu pistolul și, în consecință, ucis. Totuși, examinarea trupului lui Carvell a condus la descoperirea unei cicatrice, care l-a identificat ca fiind Monk Carver, un bărbat căutat de autorități, recompensa pe capul lui fiind de 1.000 de dolari. După ce-a comparat recompensa primită cu salariul lui lunar de la fermă, de 10 dolari, tânărul angajat a ales să-și schimbe viața și să devină vânător de recompense.